# Cantó de Varilhas
El cantó de Varilhas és un cantó francès del departament de l'Arieja, a la regió d'Occitània. Està enquadrat al districte de Pàmies, té 18 municipis i el cap cantonal és Varilhas.

## Municipis
- Artics
- Calzan
- Casals
- Coçan
- Crampanhan
- Dalon
- Gudàs
- Lobens
- Malleon
- Montagut de Plantaurèl
- Rius de Pelapòrc
- Sent Bauselh
- Sent Felitz de Riutòrt
- Seguran
- Varilhas
- Ventenac
- Vernhòla
- Viran